# Nieder-Breidenbach

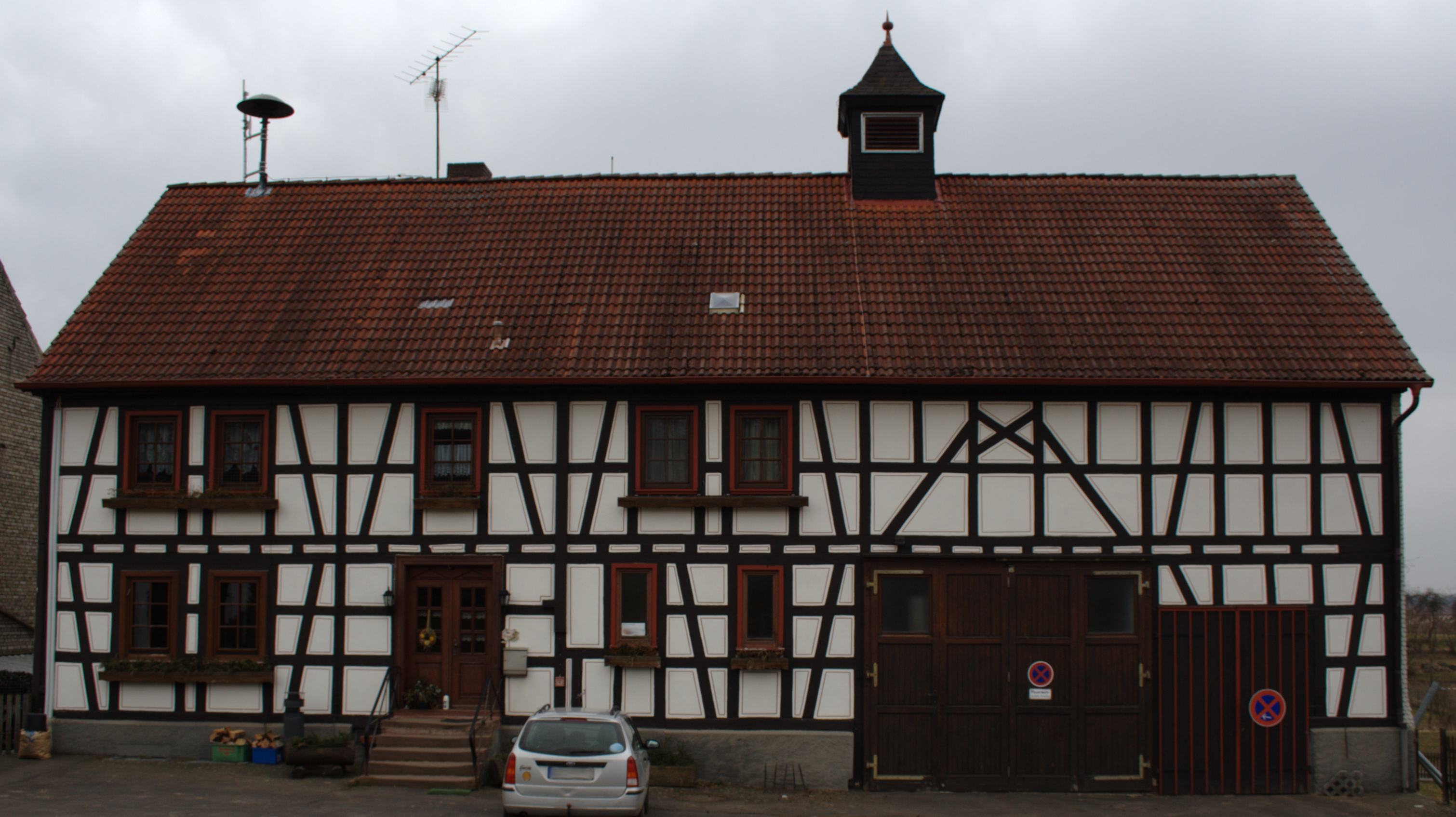
Dorfgemeinschaftshaus in Nieder-Breidenbach

Nieder-Breidenbach ist ein Stadtteil von Romrod im mittelhessischen Vogelsbergkreis. Das Dorf liegt südlich des Hauptortes.

## Ortsgeschichte

### Mittelalter
Nieder-Breidenbach ist der nach Einwohnerzahl kleinste Stadtteil von Romrod. Er wurde erstmals im Jahre 812 in der Schlitzer Markbeschreibung als Breitenbach erwähnt. Bis ins 14. Jahrhundert wurde allerdings nicht zwischen Ober-Breidenbach und Nieder-Breidenbach unterschieden. Die erste Erwähnung von Breidenbach im Kopiar Codex Eberhardi beschreibt die Lage an der mittelalterlichen Fernstraße: „... deinde usque ad stratam publicam, inde usque ad Breitenbah, inde usque ad Elbuuinesrod ... deinde in breitenbach...“ Übersetzung: Dann zur öffentlichen Straße nach Breitenbach, dann nach Elbenrod darauf nach Breitenbach. Eine zweite Stelle im gleichen Kopiar nennt Besitzungen des Klosters Fulda in Hopfgarten und in Breitenbah. Der Codex Eberhardi wurde erst um 1160 von dem Mönch Eberhard verfasst und gibt Besitzungen und Schenkungen an das Fuldaer Kloster meist nur in sehr stark verkürzter Form wieder.
1266 wird der Ortsadlige „Ylias de Bredenbach“ genannt.
Am 30. November 1336 bekannten der Adlige Gerlach von Storndorf und seine Frau Alheyt, dass sie von Friedrich von Herzberg Güter in Nieder-Breidenbach, Storndorf und Vadenrod als Erbburglehen empfangen sollten. Die Textstelle, die den Ort Nieder-Breidenbach urkundlich erstmals nennt, lautet: „... an vnserme gute czu Nidern Breydinbach“. Die Ersterwähnung von Ober-Breidenbach erfolgt erst 1397: „... gelegin zuo Obirn Breydenbach ...“
Unweit von Nieder- und Ober-Breidenbach gab es im Mittelalter zwei weitere Orte mit dem Ortsnamen Breidenbach, nämlich bei Lanzenhain und Pfordt.
In der Namenskunde wird der Ortsname als „Ort an der Verbeiterung des Baches“ gelesen. Dabei geht man von der Ortslage an einem Zufluss zur Antrift aus, dem Ocherbach. Die Unterscheidung zwischen Ober- und Nieder-Breidenbach beruht auf der unterschiedlichen Höhenlage beider Orte an dem erwähnten Bach. 
Im Mittelalter bestand das Dorf aus vier Wohnhäusern mit einer Waldschmiede.
Beleg fehlt.

### Neuzeit
Die Statistisch-topographisch-historische Beschreibung des Großherzogthums Hessen berichtet 1830 über Nieder-Breidenbach:

„Niederbreidenbach (L. Bez. Alsfeld) evangel. Filialdorf; auch Unterbreidenbach, liegt 1 1⁄2 St. von Alsfeld, hat 37 Häuser und 224 Einwohner, die evangelisch sind. Die Einwohner gehören größtentheils zum Bauernstand.“

Am 31. Dezember 1971 wurde Nieder-Breidenbach im Zuge der Gebietsreform in Hessen in die Stadt Romrod eingegliedert.

### Verwaltungsgeschichte im Überblick
Die folgende Liste zeigt die Staaten und Verwaltungseinheiten, denen Nieder-Breidenbach angehört(e):

- vor 1567: Heiliges Römisches Reich, Landgrafschaft Hessen, Amt Romrod
- ab 1567: Heiliges Römisches Reich, Landgrafschaft Hessen-Marburg, Amt Romrod[14]
- 1604–1648: Heiliges Römisches Reich, strittig zwischen Landgrafschaft Hessen-Darmstadt und Landgrafschaft Hessen-Kassel (Hessenkrieg)
- ab 1604: Heiliges Römisches Reich, Landgrafschaft Hessen-Darmstadt, Oberfürstentum Hessen, Oberamt Alsfeld, Amt Romrod[15]
- ab 1806: Großherzogtum Hessen,[Anm. 2] Fürstentum Oberhessen, Oberamt Alsfeld, Amt Romrod[16][17]
- ab 1815: Großherzogtum Hessen, Provinz Oberhessen, Amt Romrod[18]
- ab 1821: Großherzogtum Hessen, Provinz Oberhessen, Landratsbezirk Romrod[19][Anm. 3]
- ab 1829: Großherzogtum Hessen, Provinz Oberhessen, Landratsbezirk Alsfeld (Amtssitzverlegung)
- ab 1832: Großherzogtum Hessen, Provinz Oberhessen, Kreis Alsfeld
- ab 1848: Großherzogtum Hessen, Regierungsbezirk Alsfeld
- ab 1852: Großherzogtum Hessen, Provinz Oberhessen, Kreis Alsfeld
- ab 1867: Norddeutscher Bund,[Anm. 4] Großherzogtum Hessen, Provinz Oberhessen, Kreis Alsfeld
- ab 1871: Deutsches Reich, Großherzogtum Hessen, Provinz Oberhessen, Kreis Alsfeld
- ab 1918: Deutsches Reich (Weimarer Republik), Volksstaat Hessen, Provinz Oberhessen, Kreis Alsfeld
- ab 1938: Deutsches Reich, Volksstaat Hessen, Landkreis Alsfeld[20][Anm. 5]
- ab 1945: Amerikanische Besatzungszone,[Anm. 6] Groß-Hessen, Regierungsbezirk Darmstadt, Landkreis Alsfeld
- ab 1946: Amerikanische Besatzungszone, Hessen, Regierungsbezirk Darmstadt, Landkreis Alsfeld
- ab 1949: Bundesrepublik Deutschland, Hessen, Regierungsbezirk Darmstadt, Landkreis Alsfeld
- ab 1972: Bundesrepublik Deutschland, Hessen, Regierungsbezirk Darmstadt, Vogelsbergkreis, Stadt Romrod
- ab 1981: Bundesrepublik Deutschland, Hessen, Regierungsbezirk Gießen, Vogelsbergkreis, Stadt Romrod

### Gerichtszugehörigkeit seit 1803
In der Landgrafschaft Hessen-Darmstadt wurde mit Ausführungsverordnung vom 9. Dezember 1803 das Gerichtswesen neu organisiert. Für das Fürstentum Oberhessen (ab 1815 Provinz Oberhessen) wurde das „Hofgericht Gießen“ eingerichtet. Es war für normale bürgerliche Streitsachen Gericht der zweiten Instanz, für standesherrliche Familienrechtssachen und Kriminalfälle die erste Instanz. Übergeordnet war das Oberappellationsgericht Darmstadt. Die Rechtsprechung der ersten Instanz wurde durch die Ämter bzw. Standesherren vorgenommen und somit für Nieder-Breidenbach durch das Amt Romrod. Nach der Gründung des Großherzogtums Hessen 1806 wurden die Aufgaben der ersten Instanz 1821 im Rahmen der Trennung von Rechtsprechung und Verwaltung auf die neu geschaffenen Landgerichte übertragen. „Landgericht Alsfeld“ war daher von 1821 bis 1879 die Bezeichnung für das erstinstanzliche Gericht in Alsfeld, das heutige Amtsgericht, das für Nieder-Breidenbach zuständig war.
Anlässlich der Einführung des Gerichtsverfassungsgesetzes mit Wirkung vom 1. Oktober 1879, infolge derer die bisherigen großherzoglichen Landgerichte durch Amtsgerichte an gleicher Stelle ersetzt wurden, während die neu geschaffenen Landgerichte nun als Obergerichte fungierten, kam es zur Umbenennung in Amtsgericht Alsfeld und Zuteilung zum Bezirk des Landgerichts Gießen.

## Bevölkerung

### Einwohnerstruktur 2011
Nach den Erhebungen des Zensus 2011 lebten am Stichtag dem 9. Mai 2011 in Nieder-Breidenbach 126 Einwohner. Darunter waren keine Ausländer. Nach dem Lebensalter waren 21 Einwohner unter 18 Jahren, 54 zwischen 18 und 49, 24 zwischen 50 und 64 und 27 Einwohner waren älter. Die Einwohner lebten in 45 Haushalten. Davon waren 9 Singlehaushalte, 9 Paare ohne Kinder und 21 Paare mit Kindern, sowie 6 Alleinerziehende und keine Wohngemeinschaften. In 6 Haushalten lebten ausschließlich Senioren und in 24 Haushaltungen lebten keine Senioren.

### Einwohnerentwicklung
| • 1806: | 195 Einwohner, 34 Häuser |
| • 1829: | 224 Einwohner, 37 Häuser |
| • 1867: | 217 Einwohner, 36 Häuser |

| Nieder-Breidenbach: Einwohnerzahlen von 1791 bis 2011 | Nieder-Breidenbach: Einwohnerzahlen von 1791 bis 2011 | Nieder-Breidenbach: Einwohnerzahlen von 1791 bis 2011 | Nieder-Breidenbach: Einwohnerzahlen von 1791 bis 2011 | Nieder-Breidenbach: Einwohnerzahlen von 1791 bis 2011 |
| --- | ----------------------------------------------------- | ----------------------------------------------------- | ----------------------------------------------------- | ----------------------------------------------------- |
| Jahr |                                                       |                                                       |                                                       | Einwohner                                             |
| 1791 | 1791                                                  |                                                       | 171                                                   | 171                                                   |
| 1800 | 1800                                                  |                                                       | 173                                                   | 173                                                   |
| 1806 | 1806                                                  |                                                       | 195                                                   | 195                                                   |
| 1829 | 1829                                                  |                                                       | 224                                                   | 224                                                   |
| 1834 | 1834                                                  |                                                       | 232                                                   | 232                                                   |
| 1840 | 1840                                                  |                                                       | 236                                                   | 236                                                   |
| 1846 | 1846                                                  |                                                       | 218                                                   | 218                                                   |
| 1852 | 1852                                                  |                                                       | 205                                                   | 205                                                   |
| 1858 | 1858                                                  |                                                       | 203                                                   | 203                                                   |
| 1864 | 1864                                                  |                                                       | 221                                                   | 221                                                   |
| 1871 | 1871                                                  |                                                       | 218                                                   | 218                                                   |
| 1875 | 1875                                                  |                                                       | 202                                                   | 202                                                   |
| 1885 | 1885                                                  |                                                       | 189                                                   | 189                                                   |
| 1895 | 1895                                                  |                                                       | 191                                                   | 191                                                   |
| 1905 | 1905                                                  |                                                       | 166                                                   | 166                                                   |
| 1910 | 1910                                                  |                                                       | 180                                                   | 180                                                   |
| 1925 | 1925                                                  |                                                       | 190                                                   | 190                                                   |
| 1939 | 1939                                                  |                                                       | 179                                                   | 179                                                   |
| 1946 | 1946                                                  |                                                       | 269                                                   | 269                                                   |
| 1950 | 1950                                                  |                                                       | 241                                                   | 241                                                   |
| 1956 | 1956                                                  |                                                       | 173                                                   | 173                                                   |
| 1961 | 1961                                                  |                                                       | 167                                                   | 167                                                   |
| 1967 | 1967                                                  |                                                       | 163                                                   | 163                                                   |
| 1970 | 1970                                                  |                                                       | 174                                                   | 174                                                   |
| 1980 | 1980                                                  |                                                       | ?                                                     | ?                                                     |
| 1990 | 1990                                                  |                                                       | ?                                                     | ?                                                     |
| 2000 | 2000                                                  |                                                       | ?                                                     | ?                                                     |
| 2011 | 2011                                                  |                                                       | 126                                                   | 126                                                   |
| Datenquelle: Historisches Gemeindeverzeichnis für Hessen: Die Bevölkerung der Gemeinden 1834 bis 1967. Wiesbaden: Hessisches Statistisches Landesamt, 1968. Weitere Quellen: LAGIS; Zensus 2011 |                                                       |                                                       |                                                       |                                                       |

### Historische Religionszugehörigkeit
| • 1829: | 114 evangelische (= 100 %) Einwohner                             |
| • 1961: | 158 evangelische (= 94,61 %), 9 katholische (= 5,39 %) Einwohner |

Der Ort gehört zur evangelischen Kirchengemeinde Nieder-Breidenbach und Oberrod.

## Infrastruktur
- Durch den Ort verläuft die Landesstraße 3070. Sie verbindet Nieder-Breidenbach mit Ober-Breidenbach und Romrod.
- Der Ort hat ein Dorfgemeinschaftshaus.